# Liste der Baudenkmäler in Wollbach (Unterfranken)

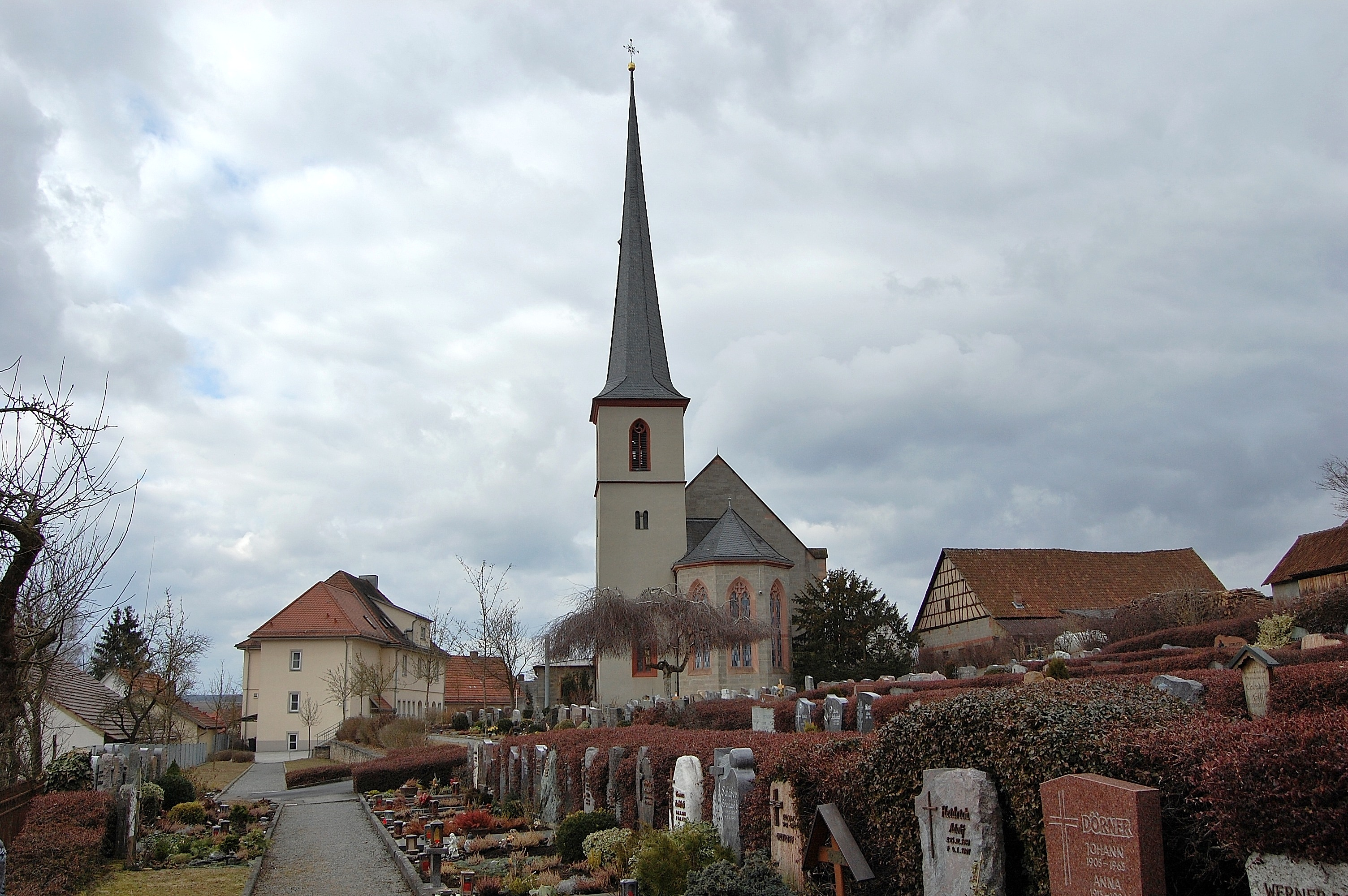
Dorfkern von Wollbach

Auf dieser Seite sind die Baudenkmäler in der unterfränkischen Gemeinde Wollbach zusammengestellt. Diese Tabelle ist eine Teilliste der Liste der Baudenkmäler in Bayern. Grundlage ist die Bayerische Denkmalliste, die auf Basis des Bayerischen Denkmalschutzgesetzes vom 1. Oktober 1973 erstmals erstellt wurde und seither durch das Bayerische Landesamt für Denkmalpflege geführt wird. Die folgenden Angaben ersetzen nicht die rechtsverbindliche Auskunft der Denkmalschutzbehörde.

## Baudenkmäler
| Lage                                                    | Objekt                              | Beschreibung | Akten-Nr.               | Bild |
| ------------------------------------------------------- | ----------------------------------- | --- | ----------------------- | --- |
| Häfnerweg 1 (Standort)                                  | Hoftor mit Rundbogen                | Hoftor mit Rundbogen, bez. 1777, und nachgotische Pforte (jetzt Haustüre), spätes 17. Jh. | D-6-73-183-31           | Hoftor mit Rundbogen                                                                                                  |
| Häfnerweg 2, in der Hofmauer (Standort)                 | Bildstocknische                     | Stichbogig mit Akroterien, 18. Jahrhundert | D-6-73-183-27           | weitere Bilder |
| Hauptstraße 21 (Standort)                               | Bauernhof                           | Wohnhaus mit Halbwalmdach, zweigeschossig, traufständig, mit Fachwerkobergeschoss, 1790 Rundbogiges Hoftor, bezeichnet mit 1790, und Gangpforte mit nachgotischem Bogen und Figurennische, darin Bischofsfigur, bezeichnet mit 1615 und 1721 Nebengebäude, Fachwerk, 18./19. Jahrhundert | D-6-73-183-3            | weitere Bilder |
| Hauptstraße 33 (Standort)                               | Bauernhof                           | Wohnhaus giebelständig, zweigeschossig, massives Erdgeschoss, Obergeschoss in verputztem Fachwerk, Zierfachwerk an der Giebelfront, 18. Jahrhundert | D-6-73-183-7            | weitere Bilder |
| Hauptstraße 38 (Standort)                               | Pforte                              | Mit Schulterbogenportal, bezeichnet mit „1573“ und „1627“ | D-6-73-183-9            | BW |
| Joachim-Baumeister-Straße (Standort)                    | Bonifatius-Statue                   | Sandstein, 1860 | D-6-73-183-2            | weitere Bilder |
| Nähe Kirchbergstraße, im Friedhof (Standort)            | Friedhofskreuz                      | Am Sockel Inschriftkartusche, am Kreuzfuß Totenschädel, Sandstein, bezeichnet mit „1828“ | D-6-73-183-20           | weitere Bilder |
| Kirchstraße 1 (Standort)                                | Katholische Pfarrkirche St. Bonifaz | Neugotische Saalkirche mit Satteldach, gegliederter giebelseitiger Fassade und polygonalem Chor von 1890, Turm seitlich des Chors, im Kern spätromanisch, Aufbau mit Spitzhelm 1617; mit Ausstattung                                                                                     | D-6-73-183-10           | weitere Bilder |
| Kirchstraße 1, Im Kirchhof (Standort)                   | Bildstock                           | Sandstein, um 1630 | D-6-73-183-10 zugehörig | BW |
| Kirchstraße 1 (Standort)                                | Kriegerehrung                       | in Form einer Lourdesgrotte, 1895 | D-6-73-183-10 zugehörig | BW |
| Kirchstraße 1 (Standort)                                | Kreuzwegstation XIV                 | 1892 | D-6-73-183-10 zugehörig | BW |
| Kirchstraße 4 (Standort)                                | Altes Pfarrhaus                     | Zweigeschossiger traufständiger Putzbau mit Satteldach, 1608 und um 1860 | D-6-73-183-30           | weitere Bilder |
| Langenberg, an der Straße nach Brendlorenzen (Standort) | Bildstock                           | Im spitzbogigen Bildträger gekrönte weibliche Heilige mit Blume, 1765 | D-6-73-183-22           | weitere Bilder |
| Lebenhaner Straße (Standort)                            | Heiligenhäuschen                    | Mit gefasster Maria vom Trost, bez. 1751 | D-6-73-183-24           | BW |
| Leiterig, an der Straße nach Heustreu (Standort)        | Steinkreuz                          | Bezeichnet mit „1849“ | D-6-73-183-26           | weitere Bilder |
| Neustadter Straße 11 (Standort)                         | Inschrifttafel                      | Sandstein, bezeichnet mit „1808“ | D-6-73-183-14           | BW |
| Raiffeisenstraße (Standort)                             | Steinkreuz                          | Ende 19. Jahrhundert | D-6-73-183-16           | weitere Bilder |
| Schulstraße (Standort)                                  | Ehemalige Friedhofskapelle          | Saalbau mit polygonaler Apsis von 1894, profiliertes Spitzbogenportal mit bemerkenswerten figürlichen Basen bezeichnet mit „1602“; mit Ausstattung | D-6-73-183-19           | weitere Bilder |
| am Bach Wollbach (Standort)                             | Steinkreuz                          | Auf hohem Inschriftsockel Rundbogennische mit Akroterbesatz, darüber Kruzifix mit Korpus, bezeichnet mit „1842“ | D-6-73-183-15           | BW |
| Jakobsgraben (oberhalb der Staatsstraße) (Standort)     | Marienbildstock                     | Mit Reliefs: schreitende Maria, Trinität, seitlich Heilige, Sandstein, bezeichnet mit „1744“ | D-6-73-183-29           | [[Vorlage:Bilderwunsch/code!/C:50.37055,10.21546!/D:Jakobsgraben (oberhalb der Staatsstraße), Marienbildstock!/\|BW]] |

## Ehemalige Baudenkmäler
In diesem Abschnitt sind Objekte aufgeführt, die früher einmal in der Denkmalliste eingetragen waren, jetzt aber nicht mehr. Objekte, die in anderem Zusammenhang also z. B. als Teil eines Baudenkmals weiter eingetragen sind, sollen hier nicht aufgeführt werden. Aktennummern in diesem Abschnitt sind ehemalige, jetzt nicht mehr gültige Aktennummern.

| Lage                                                    | Objekt         | Beschreibung | Akten-Nr.     | Bild |
| ------------------------------------------------------- | -------------- | --- | ------------- | ---- |
| Hartgrube (Standort)                                    | Kreuzschlepper | 1878; an der Straße nach Lebenhan                                                                                   | D-6-73-183-28 | BW   |
| Hartgrube, an der Abzweigung nach Reyersbach (Standort) | Kreuzschlepper | Bezeichnet mit „1878“                                                                                               | D-6-73-183-23 | BW   |
| Hauptstraße 12 (Standort)                               | Torpfosten     | 1846 | D-6-73-183-1  | BW   |
| Kirchbergstraße, an der Straße nach Unsleben (Standort) | Steinkreuz     | 19. Jahrhundert | D-6-73-183-25 | BW   |
| Neustadter Straße 10 (Standort)                         | Pforte         | 1613 | D-6-73-183-13 | BW   |
| Schulstraße 3 (Standort)                                | Bauernwohnhaus | Zweigeschossiger giebelständiger Putzbau mit klassizistischen Eckpilastern, an Inschrifttafel bezeichnet mit „1808“ | D-6-73-183-17 | BW   |

## Abgegangene Baudenkmäler
In diesem Abschnitt sind Objekte aufgeführt, die früher einmal in der Denkmalliste eingetragen waren, jetzt aber nicht mehr existieren, z. B. weil sie abgebrochen wurden. Aktennummern in diesem Abschnitt sind ehemalige, jetzt nicht mehr gültige Aktennummern.

| Lage                      | Objekt                | Beschreibung                                | Akten-Nr.     | Bild |
| ------------------------- | --------------------- | ------------------------------------------- | ------------- | ---- |
| Hauptstraße 29 (Standort) | Tafel                 | 1799                                        | D-6-73-183-5  | BW   |
| Hauptstraße 31 (Standort) | Pforte                | 1826                                        | D-6-73-183-6  | BW   |
| Hauptstraße 35 (Standort) | Pforte                | 1628                                        | D-6-73-183-8  | BW   |
| Kirchstraße (Standort)    | Sogenanntes Pestkreuz | Wohl 17. Jahrhundert                        | D-6-73-183-12 | BW   |
| Kirchstraße 2 (Standort)  | Inschrifttafel        | Bauherrninschrift in Kartusche, Stein, 1793 | D-6-73-183-11 | BW   |